# 미시시피주의 기

2020년 11월 3일을 기해 채택된 미시시피주의 기

미시시피주의 기는 미시시피주를 상징하는 깃발이다. 현재까지 3차례나 변경되었다.

## 역사

### 1894년 이전까지의 기
미국 남북 전쟁 기간 동안에 미시시피주는 보니 블루 플래그와 빨간 테두리, 그리고 목련나무가 그려진 기를 사용했다. 이후 테두리가 줄무늬로 대체된 기를 1894년 새 디자인이 만들어질때까지 비공식적으로 사용했다.

미국 남북 전쟁 당시의 기
미국 남북 전쟁 당시의 기

### 1894년부터 2020년까지의 기
1894년 기본적으로 파랑-하양-빨강 줄무늬에 맹방기 캔턴이 있는 디자인을 사용했다. 이후 색조의 수정이 있었는데, 가장 최근의 디자인은 2001년 정해졌다.
남부 연합 및 흑인 혐오를 상징하는 맹방기가 있는 것만으로도 많은 논란이 있어왔다. 2001년 주기 교체에 대한 투표가 있었으나 현재 기를 잔류하기로 하였다. 하지만 2020년 조지 플로이드 시위로 인해 인종 차별과 연관된 맹방기에 대한 여론이 나빠지자 결국 2020년 6월 30일 폐기하였다.

미시시피주의 기 (1894년 ~ 1996년)
미시시피주의 기 (1996년 ~ 2001년)
미시시피주의 기 (2001년 ~ 2020년)
2001년에 제안된 미시시피주의 기

### 새 주기 공모전
미시시피주의회는 기가 공식적으로 폐기된 시점으로부터 새 기를 디자인한다고 밝혔는데 2020년 11월 3일에 있을 주민투표를 통해 확정될 예정이라고 전했다. 새 기의 디자인은 미국의 나라 표어인 In God We Trust(우리는 하나님을 믿는다)가 들어간 디자인, 맹방기 문양이 없는 디자인, 독특한 제안이고 북아메리카 기학 협회에서 제시한 원칙을 준수한 디자인이어야 한다는 조건이 내붙었다.
2020년 8월 18일에 5개의 디자인이 확정되었고 9월 2일에는 미시시피주의회가 매그놀리아가 들어간 도안을 채택했다. 11월 3일에는 미시시피주의 새로운 기 디자인에 대한 동의 여부를 묻는 주민투표가 가결되었다.

2014년에 제안된 미시시피주의 기
2017년에 제안된 미시시피주의 기
2020년에 제안된 미시시피주의 기

## 같이 보기
- 미국의 주 문장 목록
- 아메리카 연합국의 국기